# Kids from the sky
Kids from the Sky hrvatski je alternativni electro pop glazbeni duo iz Križevaca, kojeg čine Teo Golub (vokal, klavir, gitara, ukulele) i Robin Petić (bubnjevi). Prvotno je projekt pokrenuo Teo Golub 2017. godine nakon niza samostalnih pjesama, dok je u ranijoj postavi djelovao i Vedran Vlahović kao DJ i tehnička podrška.
Bend je prepoznatljiv po svom alt-pop zvuku. Njihova glazba karakteristična je po kombinaciji elektroničkih elemenata s tradicionalnim instrumentima, a tematski se fokusira na emocionalne aspekte. Vizualni identitet benda također je značajan dio njihovog umjetničkog izraza, pri čemu za svaku novu glazbenu eru mijenjaju primarnu boju svojih vizuala. U razdoblju albuma „Tamni valovi” koriste mint zelenu boju koja je bila zastupljena u svim elementima vizualnog identiteta, od odjevnih predmeta do logotipa i instrumenata.
Nakon završetka fakultetskog obrazovanja (Teo je diplomirao komunikacijski menadžment na Veleučilištu Edward Bernays u Zagrebu, a Vedran novinarstvo na Sveučilištu Sjever u Koprivnici), članovi benda odlučili su se u potpunosti posvetiti glazbi.
Krajem 2023. godine objavili su EP „Flashlight” koji se sastojao od šest pjesama. Uslijedilo je prvo televizijsko gostovanje u emisiji „Zagrebe, dobro jutro” na Z1 televiziji, gdje su promovirali svoj rad.
Početkom 2025. godine objavili su album „Tamni valovi” pod izdavačkom kućom Aquarius Records, koji je najavljen singlom „Lanterna”. Album je realiziran uz suradnju producenta Filipa Majdaka, dok su za mastering i mix bili zaduženi Mihovil Šoštarić i studio Lockroom. Kids from the Sky često nastupaju u zagrebačkim klubovima poput KSET-a, Vinyla i Vintage Industrial Bara.

## Diskografija

### Albumi
- „Tamni valovi” (2025.)

### EP
- „Flashlight” (2023.)